# 馮受居
馮受居（？—430年）北燕太祖馮跋之子。
北燕太平二十二年（430年），馮跋病重，命太子馮翼攝理國家大事，冯跋的妃子宋夫人，打算立自己的儿子冯受居继位，她对冯翼说：“天王的病就要痊愈了，你何必急于代父君临天下？”冯翼的性情仁厚，退位返回了东宫，每天三次去探望父亲。宋夫人假传圣旨不许内外官员进宫探病，只派宦官传达。唯有中给事胡福一个人，可自由出入，负责皇宫警卫。胡福报告给司徒、录尚书事、中山公冯弘。馮弘於是帶兵進宮平變，倉促間馮跋於驚懼中去世。馮弘遂即天王位，盡殺包括太子馮翼在內的馮跋諸子百人。